# Кварцитна печера
Кварцитна (рос. Кварцитная) — печера в Челябінській області Росії, на Південному Уралі. Печера  типу простягання. Загальна протяжність — 160 м. Глибина печери становить 28 м. Категорія складності проходження ходів печери — 1.